# Montaigu-les-Bois
Montaigu-les-Bois är en kommun i departementet Manche i regionen Normandie i norra Frankrike. Kommunen ligger i kantonen Gavray som tillhör arrondissementet Coutances. År 2022 hade Montaigu-les-Bois 208 invånare.

## Befolkningsutveckling
Antalet invånare i kommunen Montaigu-les-Bois
| Referens: INSEE |